# Прочанок Глікеріон
Прочанок Глікеріон (Coenonympha glycerion) — вид метеликів з родини сонцевиків (Nymphalidae).

## Поширення
Вид поширений у лісовій зоні Східної Європи та Північної Азії, на Кавказі і Закавказзі, на Забайкаллі. В Україні трапляється у лісовій і на півночі лісостепової зонах та у Карпатах на висоті до 1000 м над рівнем моря.

## Опис
Довжина переднього крила 14-19 мм.

## Спосіб життя
Мешкає на узліссі, лісових полянах, біля доріг у змішаних та широколистяних лісах. Метелики літають з початку червня (в лісостепу і в Карпатах з кінця травня) по серпень. Самиці відкладають поодинокі яйця на кормові рослини. Кормовими рослинами є злакові Brachypodium sp., Briza media, Bromus erectus, Cynosurus cristatus, Deschampsia sp.